# Ato de Sodomia de 1533
O Ato de Sodomia de 1533 (em inglês: Buggery Act 1533; 25 Hen. VIII c. 6) foi uma lei da sodomia, adotada em Inglaterra, em 1534, durante o reinado de Henrique VIII, e foi a primeira legislação civil aplicável contra a sodomia no país, em que tais infracções eram previamente tratadas por um tribunal eclesiástico. A lei define sodomia como um ato sexual contra natura, contra a vontade de Deus e do homem. Este foi posteriormente redefinido pelos tribunais para incluir apenas sexo anal e bestialidade.

## Descrição
A lei foi feita pelo Parlamento, na altura com Thomas Cromwell. A lei estabeleceu pena de sodomia por enforcamento, uma pena não definitivamente abolida até 1861. Alguns têm sugerido que a bestialidade foi expressamente incluída devido ao receio de nascimentos híbridos, e também por causa de um demónio com a capacidade de se transformar em animais/bestas.
Em Julho de 1540, a violação da lei passou a ser considerada como traição, o que levou a Walter Hungerford, 1.º Barão de Hungerford Heytesbury a tornar-se a primeira pessoa executada nos termos da lei, embora provavelmente foi uma traição que lhe custou o vida. Nicholas Udall, um clérigo, dramaturgo, e Diretor do Eton College, foi o primeiro a ser acusado de violação da lei por si só, em 1541. No seu caso, a pena foi comutada para prisão, e ele foi libertado em menos de um ano.
A lei foi revogada em 1553 com a subida ao trono de Maria I. No entanto, foi re-promulgada por Isabel I em 1563 e tornou-se a carta para todas os crimes posteriores no mundo anglófano. Na Inglaterra, apenas algumas execuções são conhecidas durante os dois séculos que se seguiram.
A lei foi revogada pela secção 1 do Ato de crimes contra as pessoas de 1828 (9 Geo. 4 c.31) e pela seção 125 do Ato de Direito Penal Indiano de 1828 (c.74). Foi substituído pelo ponto 15 do Ato de crimes contra as pessoas de 1828, e pelo ponto 63 do Ato de Direito Penal Indiano de 1828, desde que a sodomia continuasse a ser um crime capital.
A sodomia permaneceu um crime capital na Inglaterra até à promulgação do Ato de crimes contra as pessoas de 1861 (ver ponto 61); e a última execução ocorreu em 1836.
O Parlamento do Reino Unido revogou a legislação relativa à sodomia no país, em 1967 (na medida em que diziam respeito aos atos homossexuais consensuais em privado), dez anos após o Relatório de Wolfenden. Os estatutos legais em muitas ex-colónias os mantiveram, como nas Caraíbas Anglofanas.